# Tigerair Taiwan
臺灣虎航
Tigerair Taiwan est une compagnie aérienne à bas prix basée à l'Aéroport international Taiwan Taoyuan. Elle possède actuellement 10 appareils. C'est la seule compagnie à bas prix de Taïwan depuis la faillite de V Air. Elle est issue d'une coentreprise entre le Groupe China Airlines et Tigerair Holdings. China Airlines détient 80 % des parts, Tigerair Holdings (en) et Mandarin Airlines 10 % chacun.

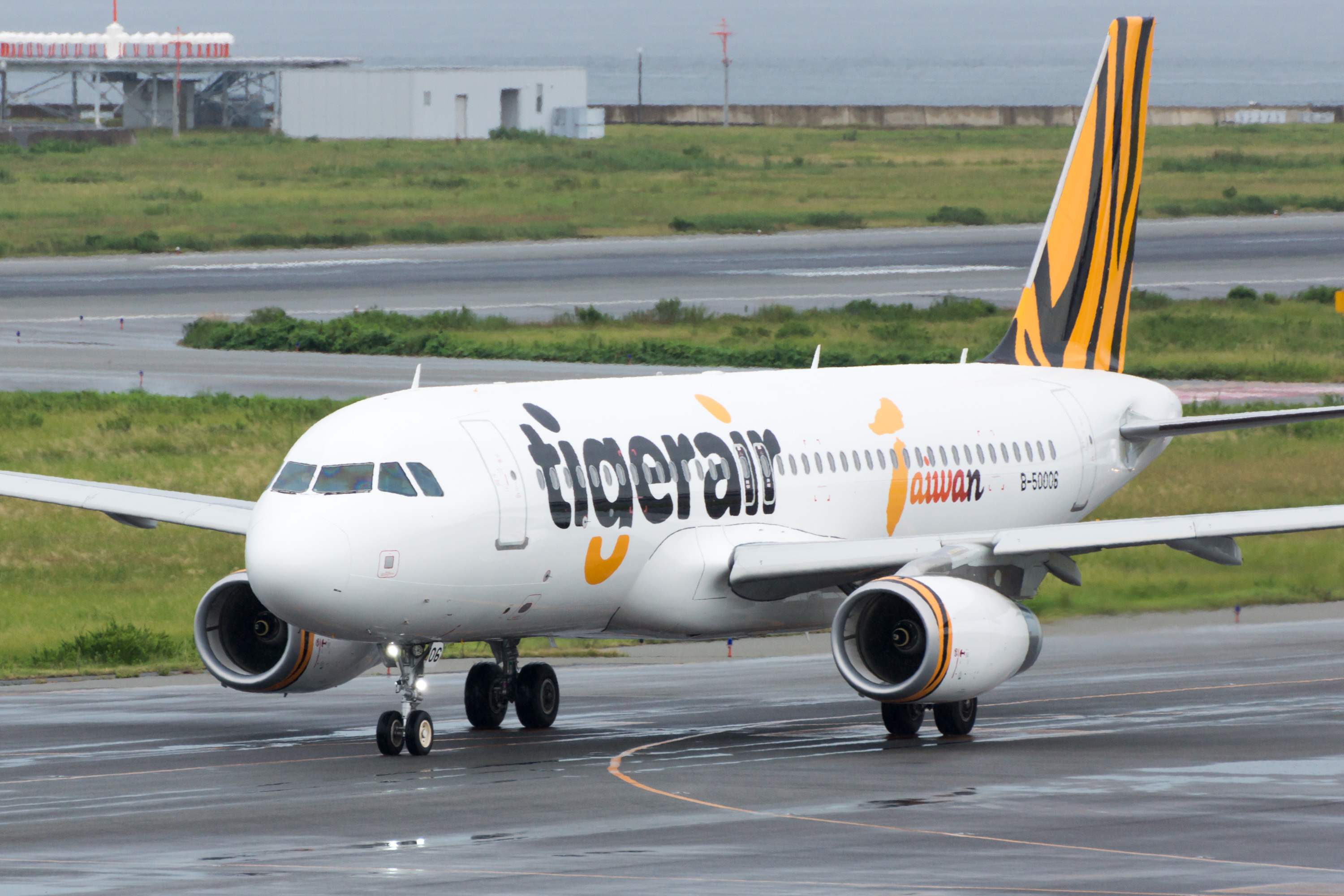
Un A320-200

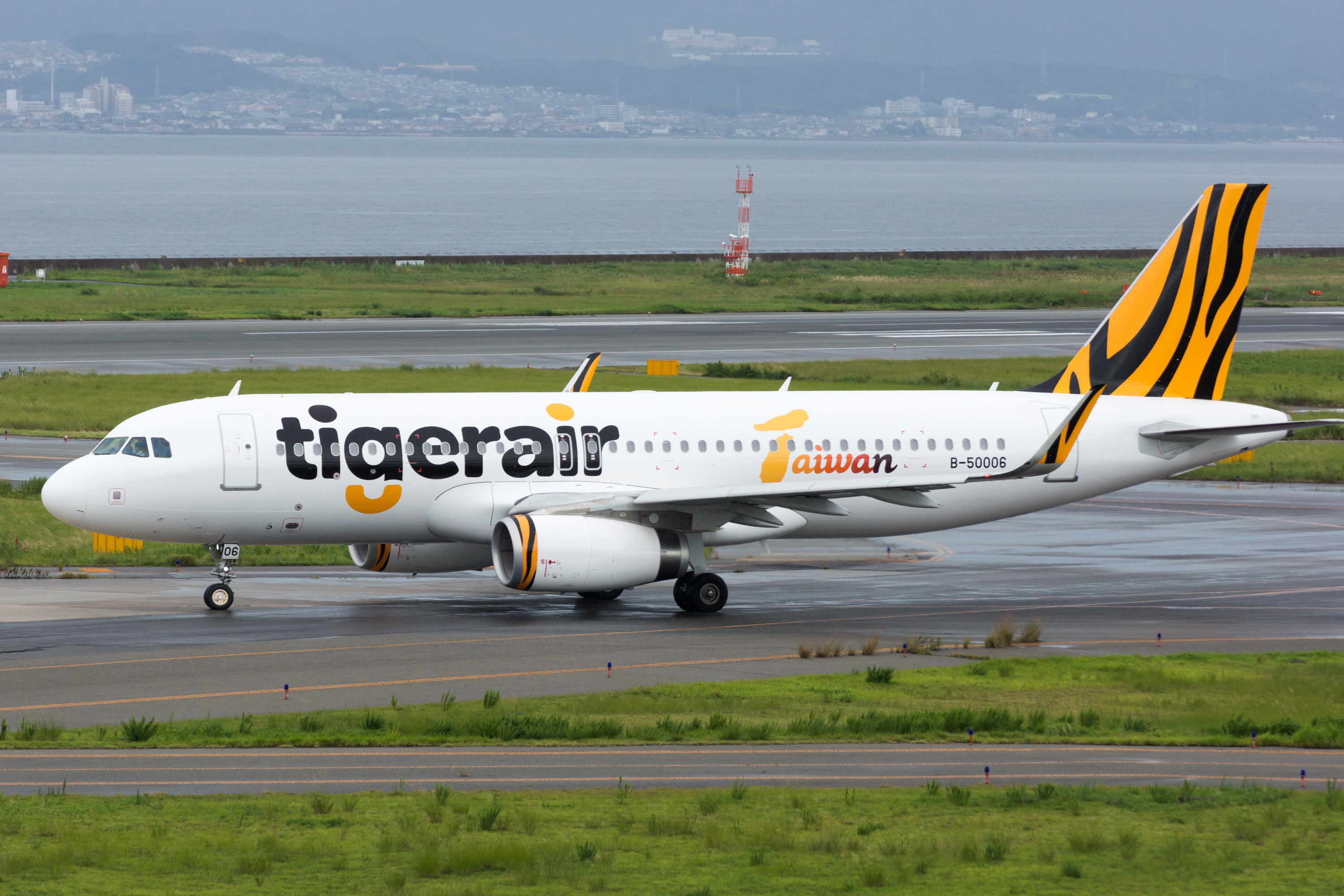
Airbus A320-200 de Tigerair Taiwan

## Flotte
La flotte de Tigerair Taiwan inclut les appareils suivants (novembre 2020) :
Flotte de Tigerair Taiwan